# أتلتيكو مدريد موسم 2007–08
كان موسم 2007–08 هو الموسم الـ102 في تاريخ أتلتيكو مدريد والموسم الـ71 في الدوري الإسباني، الدرجة الأولى لكرة القدم الإسبانية. ويغطي الفترة من 1 يوليو 2007 إلى 30 يونيو 2008. في أعقاب رحيل القائد فرناندو توريس إلى ليفربول، رد أتلتيكو بالتعاقد مع دييغو فورلان، وتياغو موتا، وسيماو، وخوسيه أنتونيو رييس، بهدف دفع النادي إلى القمة. نجح أتلتيكو في حصد البطاقة الأخيرة المؤهلة لدوري أبطال أوروبا، حيث احتل المركز الثالث بفارق ثلاث نقاط فقط خلف برشلونة.